# Avdat-Nationalpark
Koordinaten: 30° 48′ N, 34° 47′ O

Avdat im Avdat-Nationalpark, Luftbild

Avdat (hebräisch עָבְדַּת ʿAvdat auch ʿOvdat; arabisch عبدة; auch Abdah oder Obodat usw.) ist als Nationalpark ʿAvdat (hebräisch גַּן לְאֻמִּי עָבְדַּת Gan Ləʾummī ʿAvdat) ein israelischer Nationalpark in der Wüste Negev im Süden Israels. Seit dem 4. Jahrhundert v. Chr. bestand hier eine Stadt der Nabatäer als wichtige Station auf der Weihrauchstraße. Die Stadt Avdat bestand über tausend Jahre bis in die byzantinische Epoche. Der Name der Stadt lautet in byzantinischen Quellen Οβοδα (Oboda) oder Εβοδα (Eboda). Der heutige Nationalpark mit Siedlungsresten aus nabatäischer, römischer und byzantinischer Zeit wurde 2005 zusammen mit anderen Städten nabatäischen Ursprungs in Israel von der UNESCO zum UNESCO-Weltkulturerbe Weihrauchstraße – Wüstenstädte im Negev erklärt.

## Lage
Der Nationalpark Avdat misst 2,1 km² in der Fläche und wurde 1966 eingerichtet. Er ist über die israelische Landstraße  zu erreichen und befindet sich ca. 600 Meter über dem Meeresspiegel, oberhalb des Wadi Zin, in einem bergigen Gebiet, zwischen den Orten Sede Boker und Mizpe Ramon, mitten in der Wüste Negev.

## Geschichte

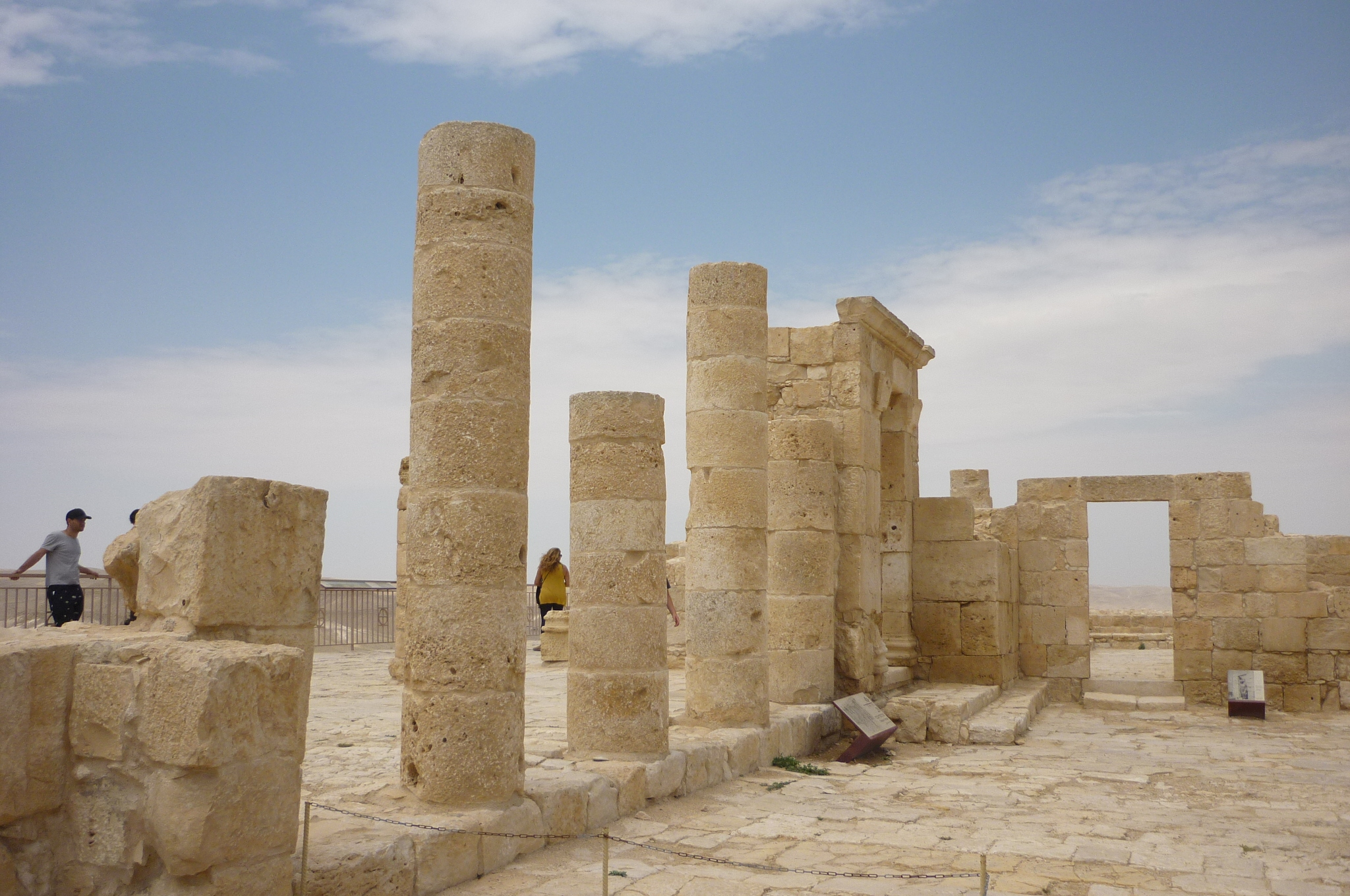
Nabatäischer Tempel an der Nordkirche

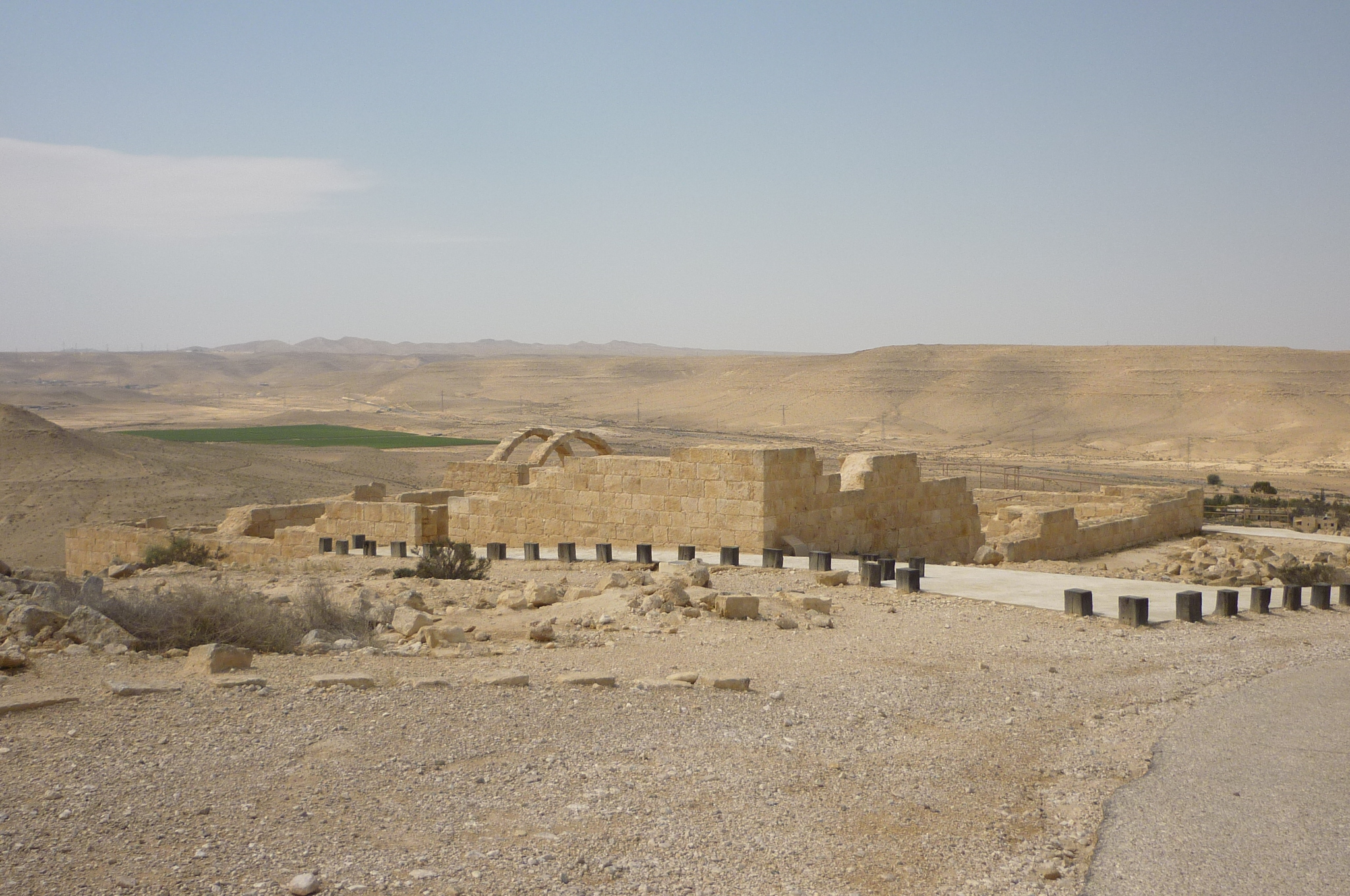
Römische Villa

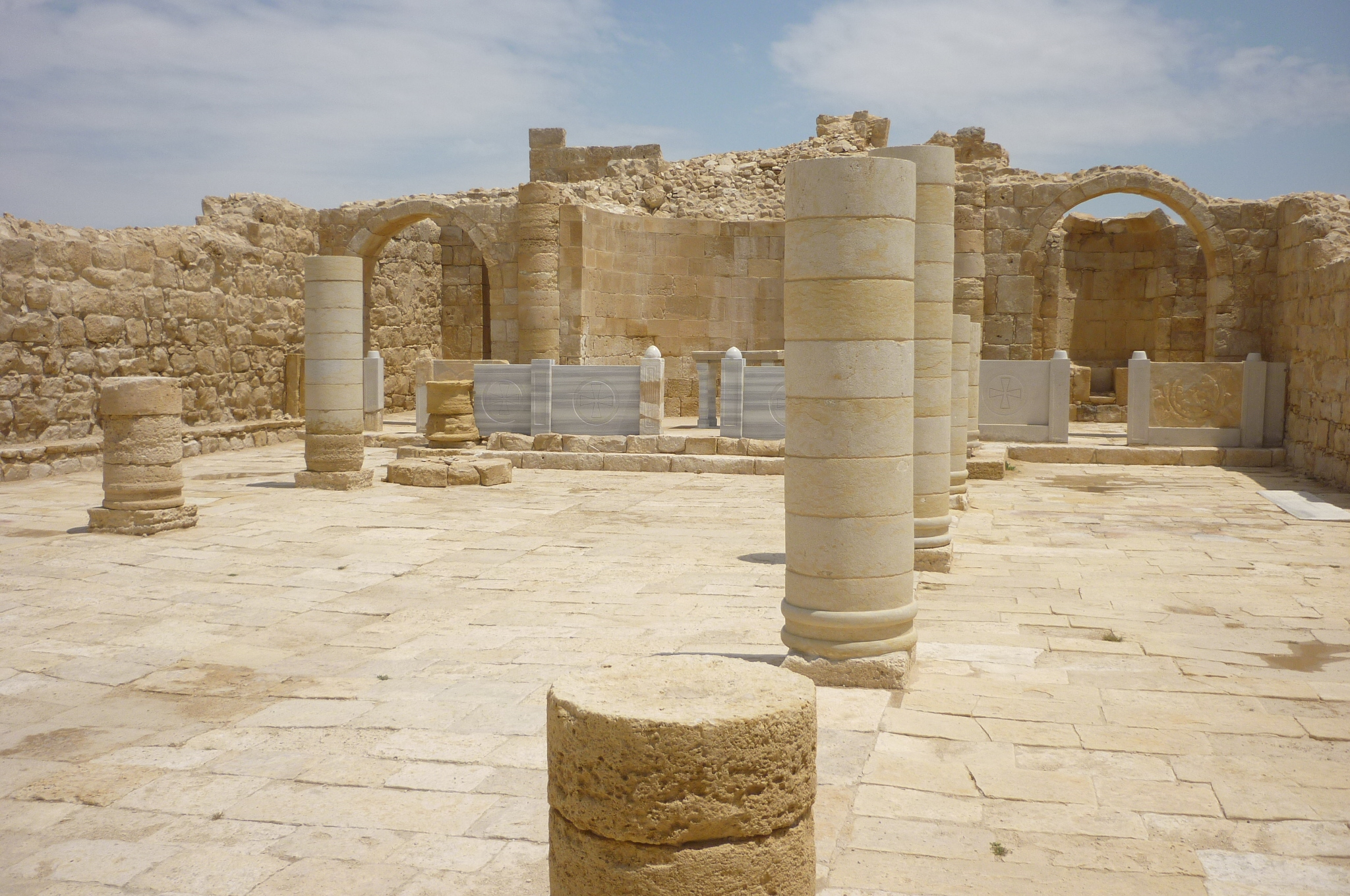
Südkirche

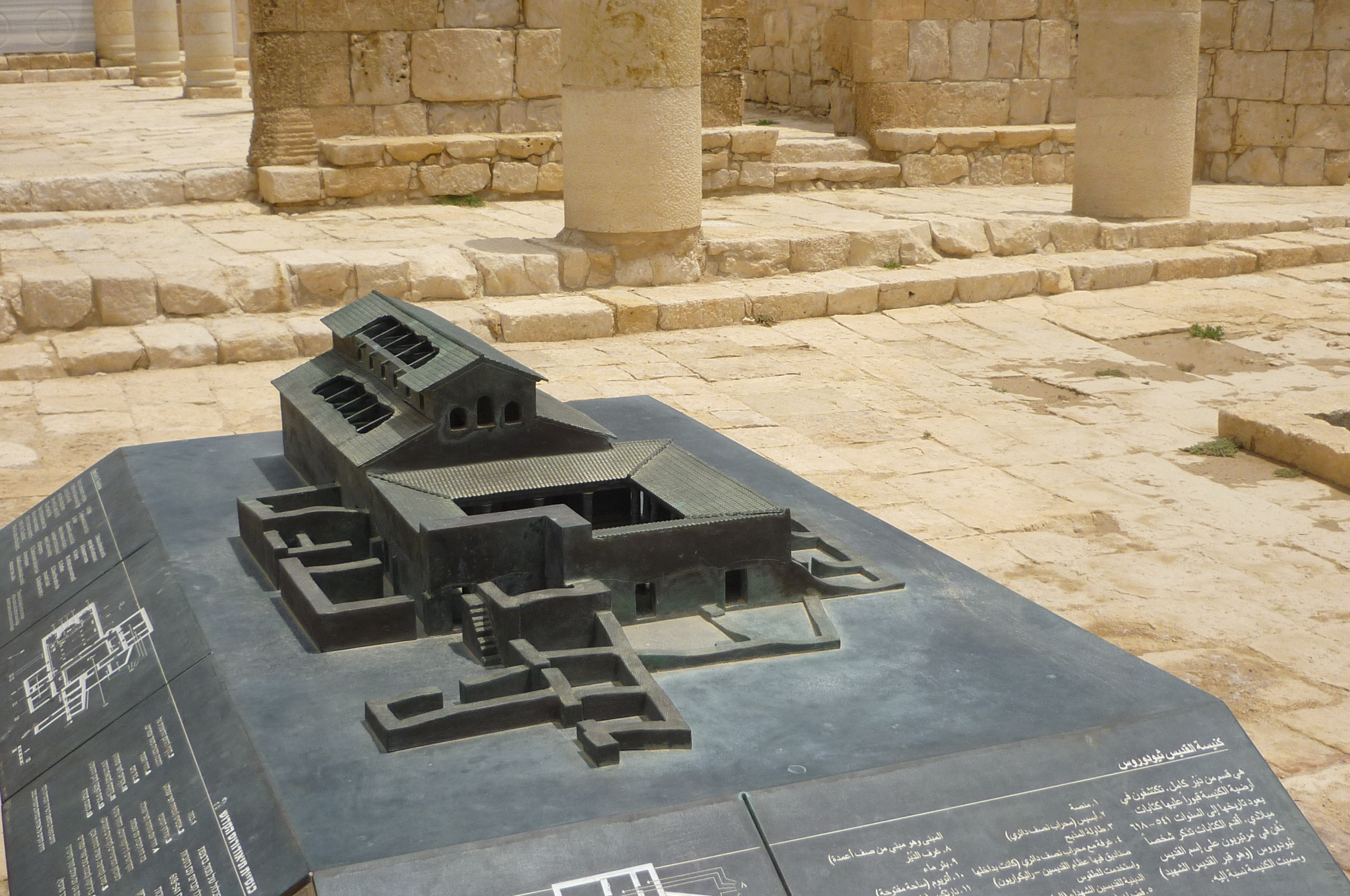
Modell der Südkirche

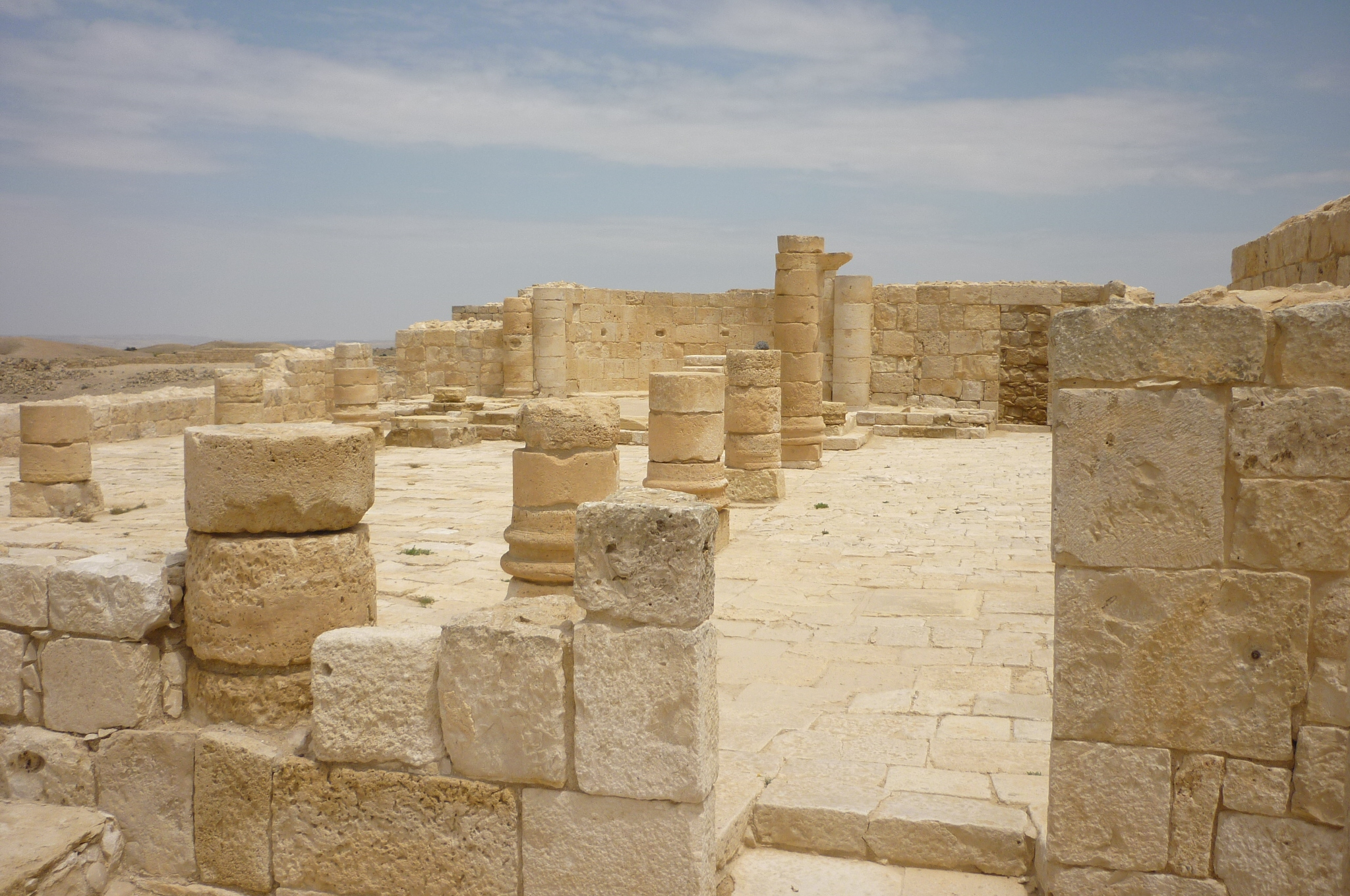
Nordkirche

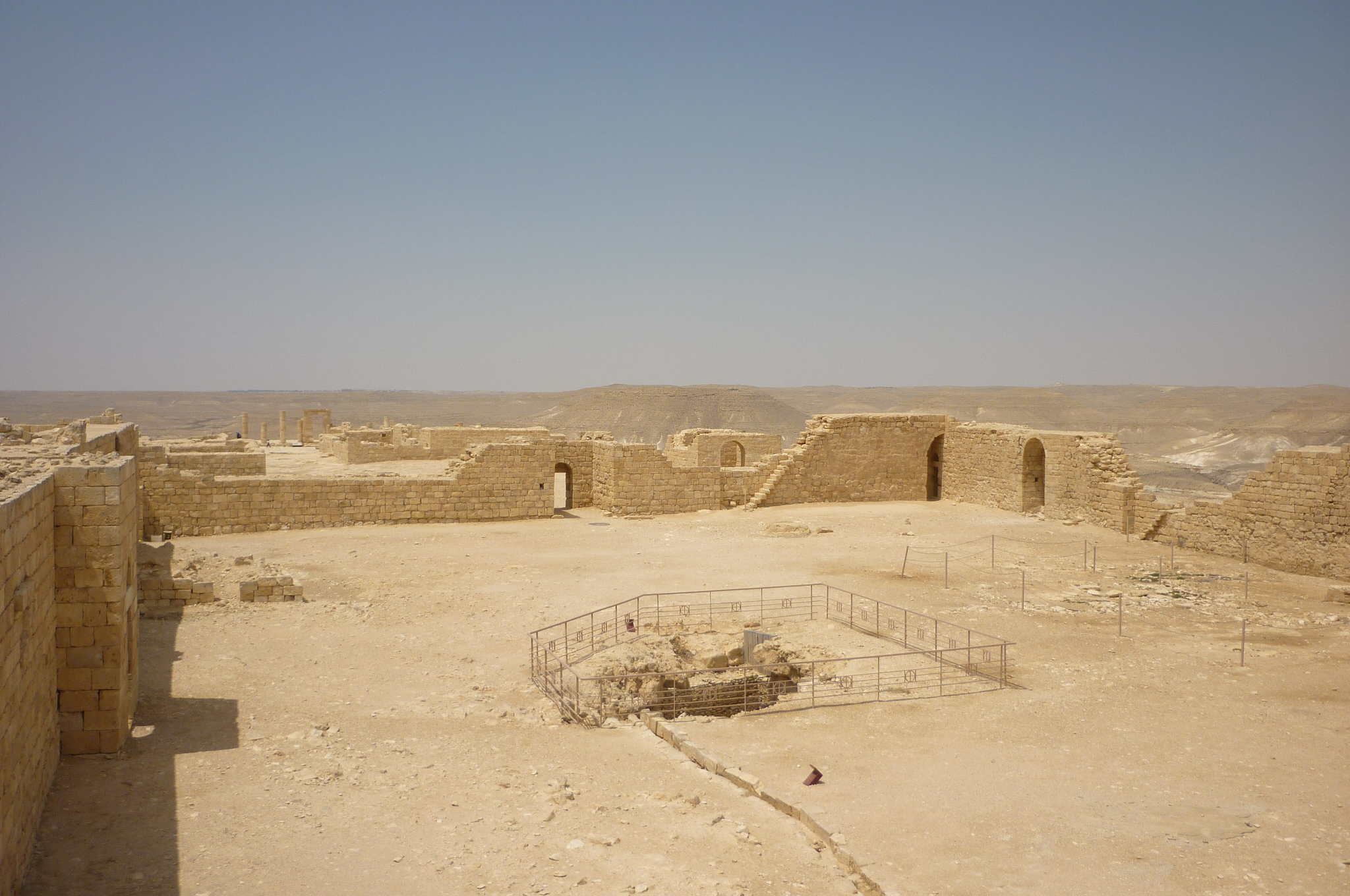
Byzantinischer Burghof mit Zisterne, dahinter geistlicher Bezirk mit Nordkirche (rechts) und Südkirche (links)

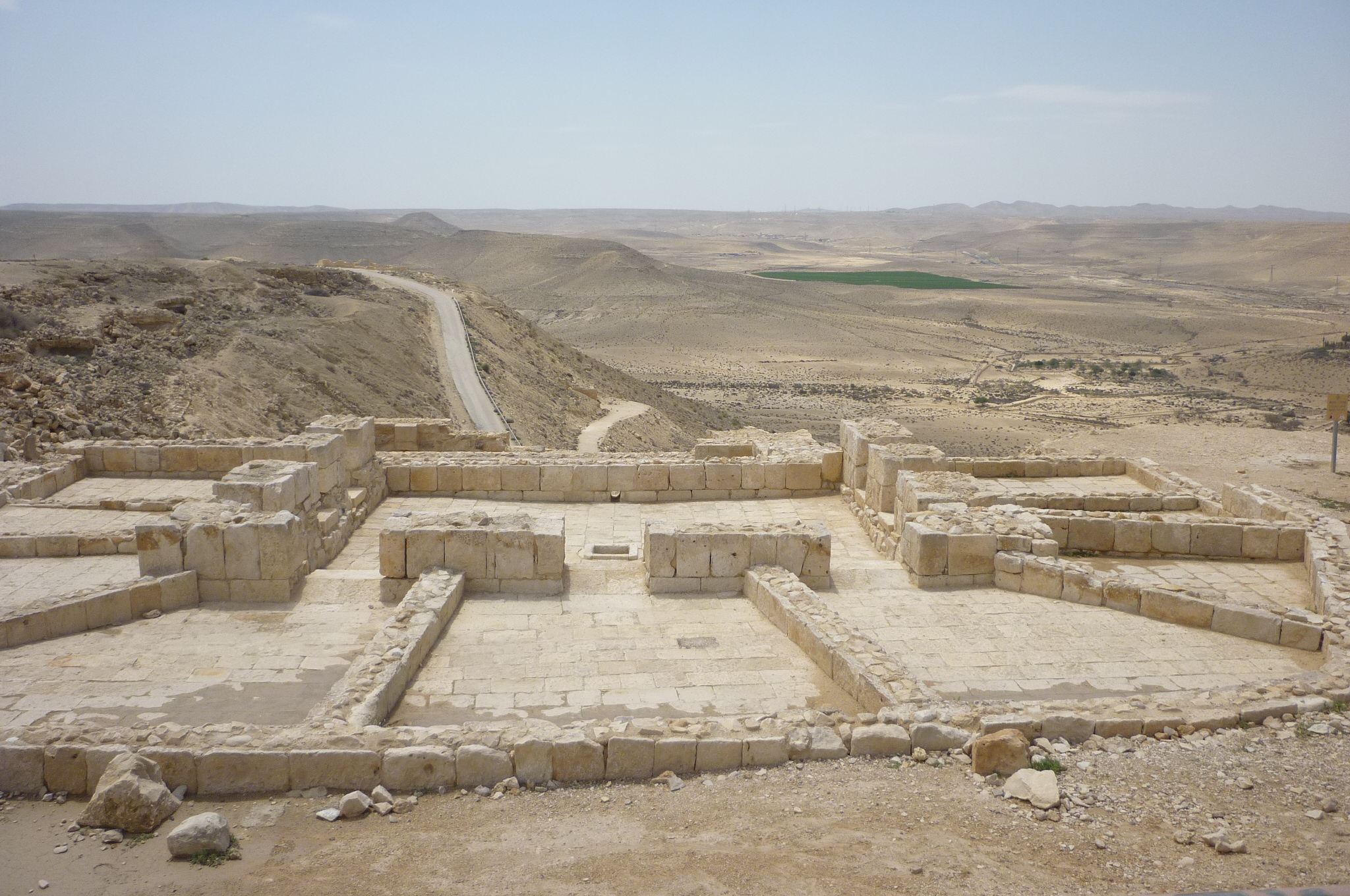
Weinpresse

### Nabatäische und römische Zeit
Die Nabatäer gründeten im 4. Jahrhundert v. Chr. die Stadt Avdat als Wegstation auf der Weihrauchstraße, über die neben Gewürzen auch Kosmetika und andere wertvolle Waren vom Fernen Osten über die Arabische Halbinsel, die Stadt Petra und die Wüste Negev zu den Hafenstädten des Mittelmeeres geliefert wurden. Die durchziehenden Handelskarawanen zogen von Arava über Mamshit weiter nach Avdat, Nizana bis hin zum antiken Gaza, dem wichtigsten Exporthafen in der Region. Seinen Namen soll Avdat vom nabatäischen König Oboda II. (auch bekannt als Obodas II.), der zu Beginn der römischen Epoche lebte (Regierungszeit 62/61 bis 60/59 v. Chr.), erhalten haben. Er wurde als Zeus Oboda  verehrt, wie aus einer Inschrift in griechischer Sprache am südöstlichen Turm hervorgeht. Aus dieser Inschrift geht auch hervor, dass der Turm im Jahre 294 errichtet wurde. 
Historische Quellen aus jener Zeit berichten, König Oboda II. sei in Avdat begraben worden. Aus dieser Zeit wurden die Reste zweier Tempel (an der Westseite des Siedlungshügels, südwestlich der Nordkirche sowie östlich der Südkirche), eine Keramikwerkstatt, ein Militärlager sowie Wohnhausreste gefunden. In der Nähe eines Tempels wurden Inschriften gefunden, aus denen hervorgeht, dass neben Zeus Oboda auch die griechische Göttin Aphrodite verehrt wurde, die der nabatäischen Gottin Uzza entspricht, sowie auch der nabatäische Hauptgott Duschara. Eine Inschrift aus dem Jahr 268 trägt die Widmung Allen Freunden Obodas.
Die ersten Siedlungsreste stammen aus dem 3. Jahrhundert v. Chr., als die zunächst nomadisch lebenden Nabatäer sesshaft wurden. Anlage und Versorgung von Ortschaften wurde nur möglich aufgrund einer hochentwickelten Bewässerungsmethode, der sogenannten Sturzwasserbewässerung. So konnte auch in Trockengebieten Landwirtschaft betrieben werden. 
Im 1. Jahrhundert n. Chr. verlegte sich der wirtschaftliche Schwerpunkt auf die Landwirtschaft. Das Römische Reich annektierte das nabatäische Königreich im Jahre 106 n. Chr. und Avdat wurde zu einer befestigten Grenzstadt des Römischen Reiches.

### Byzantinische Zeit
In der byzantinischen Epoche (4. bis 7. Jahrhundert n. Chr.) erlebte Avdat eine zweite Blütezeit. Nachdem im 4. Jahrhundert die Nabatäer den christlichen Glauben angenommen hatten, entstanden prunkvolle Kirchen und andere Bauten, darunter auch Wasserzisternen. 
Zur Südkirche, die St. Theodoros geweiht ist, gehörte seit dem 6. Jahrhundert ein Kloster. Grabplatten aus Marmor tragen Inschriften von 541 bis 618. Die Mönche widmeten sich auch dem Ausbau der Bewässerungsanlagen und der Landwirtschaft. 
In jener Zeit wurde die landwirtschaftliche Nutzfläche erweitert und an den Hängen der Stadt wurden Grotten in den Fels gehauen, die zur Lagerung der landwirtschaftlichen Erzeugnisse und als Werkstätten dienten. Eine große Weinpresse aus der späten römischen oder frühen byzantinischen Zeit zeugt von der Leistungsfähigkeit des Weinbaus. 
Die heute sichtbaren Ruinen von Avdat zeigen außerhalb der Burgmauern Reste einer nabatäischen Siedlung und nabatäische Grabanlagen, ein byzantinisches Bad mit einem 70 m tiefen Brunnen, eine römische Villa, ein römisches Militärlager, eine Töpferei, Reste von Wohnhäusern und Bauernhöfen. 
Im Zentrum der Ausgrabungsstätte befindet sich eine weiträumige rechteckige Burg aus byzantinischer Zeit mit teilweise restaurierten Mauern und Türmen, einer großen Zisterne in der Mitte des Hofes sowie Reste einer spätbyzantinischen Kapelle an der Nordmauer. Westlich schließt ein zweiter Hof als geistlicher Bezirk an, an dem die beiden byzantinischen Kirchen, die Nord- und die Südkirche, anschließen. 
Mit dem Ende der byzantinischen Epoche, dem Eindringen fremder Nomadenvölker, der Einnahme Avdats durch die Perser (614) und der arabischen Eroberung des Gebietes begann ab 636 der Verfall von Avdat.
Seit den 1950er Jahren werden nahe der antiken Stadt Avdat in einem Versuchsgut, der Even-Ari Farm (nach dem Botaniker Michael Evenari), die alten nabatäisch-byzantinischen Bewässerungsanlagen rekonstruiert und darauf aufbauende Landwirtschaft wieder belebt.

## Archäologische Erforschung
1870 begannen die ersten archäologischen Ausgrabungen, die seit 1953 systematisch durch die Hebräische Universität Jerusalem unter der Leitung zunächst von Michael Avi-Yonah fortgesetzt wurden. Es folgten Ausgrabungen ab 1959 von  Abraham Negev, 1975 bis 1977 auch durch Rudolph Cohen und seit 1990 durch Ofer Katz, Gil Tahal, Tali Erickson-Gini und Peter Fabian. 